# 帕罗纳
帕罗纳（義大利語：Parona），是意大利帕维亚省的一个市镇。总面积9平方公里，人口2060人，人口密度228.9人/平方公里（2009年）。国家统计（ISTAT）代码为018109。